# 正直的候选人2
是一部2022年上映的韩国喜剧片，这是导演张幼珍的第四部长篇作品，由羅美蘭、金武烈、尹敬浩主演。该片为2020年电影《政客誠實中》的续集，讲述抓住回归机会的前国会议员朱尚淑（罗美兰 饰）和她的秘书朴希哲（金武烈 饰）双双获得了“真实的嘴”，从而陷入更大的混乱之中。2022年9月28日在韩国正式上映，10月27日开始提供VOD点播服务。

## 剧情介绍
在竞选首尔市长失败后沦为一败涂地无业游民的朱尚淑，偶然救起了一个掉入海中的年轻人而被新闻广泛报道，她抓住这次在家乡华丽回归的机会。但是，她越是诚实支持率就越低，就在她重新成为大话王的瞬间，“真实的嘴”命运般地降临到朱尚淑身上，而这一次她的秘书室长朴希哲也被“真实的嘴”附身了……

## 演员阵容

### 主要人物
- 罗美兰 饰演 朱尚淑
- 金武烈 饰演 朴希哲
- 尹敬浩 饰演 奉满植
- 徐贤宇 饰演 赵泰柱
- 朴昣奏 饰演 奉满顺

### 其他人物
- 金容琳 饰演 朱尚淑的婆婆
- 申宰辉 饰演 高建植
- 裴海善 饰演 朴权子
- 成烈锡 饰演 权子的丈夫
- 李珍熙 饰演 李妍美
- 张元亨 饰演 南胜浩
- 朴柱勇 饰演 研究员
- 林英佑 饰演 都市男
- 申允廷 饰演 新主务官
- 姜淑 饰演 护士长

### 特别出演
- 刘俊相 饰演 总统（友情出演）[4]
- 温朱莞 饰演 金俊荣（友情出演）[5]
- 尹斗俊 饰演 姜延俊
- 金在华 饰演 任善姬[5]
- 罗文姬 饰演 朱尚淑的奶奶

## 制作
2021年2月9日，罗美兰凭借《正直的候选人》在第41届青龙电影奖获得最佳女主角，她在获奖感言中透露正在拍摄作为续集的本片。8月6日，片方正式宣布除了罗美兰、金武烈和尹敬浩出演之外，徐贤宇、朴真珠、尹斗俊也加盟该片。

### 主体拍摄
本片主体拍摄于2021年7月31日开始，10月31日杀青。